# Bogusław Lachowicz
Bogusław Józef Lachowicz (ur. 15 listopada 1900 w Brzeżanach, zm. 11 czerwca 1985 w Wolverhampton) – polski piłkarz, mistrz Polski (1925, 1926).

## Życiorys
Urodził się 15 listopada 1900 w Brzeżanach. Był wychowankiem Pogoni Lwów, w której barwach występował od 1914, grał na pozycji bramkarza W latach 1921–1922 występował w Wojskowym KS Wilno, następnie powrócił do Pogoni. Z lwowskim klubem sięgnął dwukrotnie po mistrzostwo Polski (1925 - zagrał w dwóch spotkaniach, 1926 - zagrał we wszystkich dziewięciu spotkaniach). W sezonie ligowym 1927 wystąpił w ośmiu spotkaniach, zajmując z drużyną 4. miejsce. 
Był absolwentem Państwowej Akademii Handlowej we Lwowie (1924).  W Wojsku Polskim został awansowany na stanowisko porucznika piechoty ze starszeństwem z 2 stycznia 1932. W 1934 był oficerem rezerwowym lwowskiego 26 pułku piechoty. Po wybuchu II wojny światowej przedostał się przez Węgry, Bliski Wschód i Włochy na Zachód. Mianowany na stopień kapitana. Po wojnie osiadł w Londynie.
Był żonaty z Jadwigą (do 1959 zamieszkiwała w Polsce). Od 1972 oboje zamieszkiwali w Wolverhampton, gdzie w 1979 obchodzili złoty jubileusz 50-lecia małżeństwa. Zmarł 11 czerwca 1985 w Wolverhampton.